# Trifuncionalitat

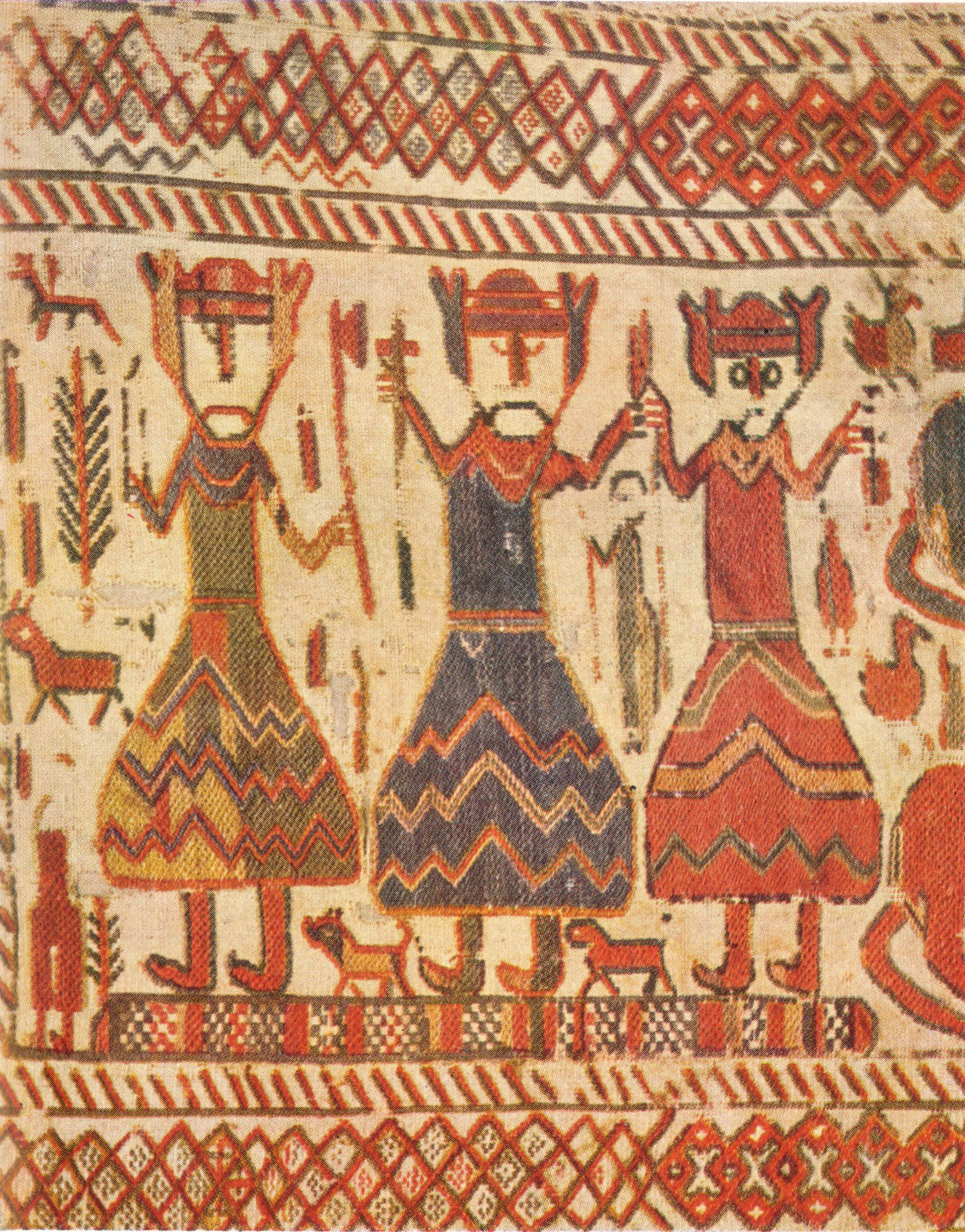
Aquesta part d'un tapís suec del representa d'esquerra a dreta: Odin, amb un sol ull, Thor el qui porta el martell i Freyr el qui porta espigues de blat. Terje Leiren ha proposat que aquest grup és una representació de la trifuncionalitat.

La Trifuncionalitat és una definició de caràcter ideològic, argumentada per Georges Dumézil (antropòleg francès 1898-1986) a partir de l'estudi de les societats indoeuropees, segons la qual la cosmovisió d'aquests pobles està concebuda pel model ternari, que organitza la relació entre les diverses categories del sistema.

## Base del concepte
La primera descripció del trifuncionalisme va ser obra de Gobineau i en aquest estudi Dumézil es va basar per construir la seva tesi que va proposar el 1929 al seu llibre Flamen-Brahman i va confirmar en una altra obra anomenada Mitra-Varuna. Aquest autor manté la tesi que el mateix esquema ternari trobat en la religió vèdica és aplicable a totes les religions de les antigues cultures europees que tenen un mateix origen comú: els pobles indoeuropeus; per demostrar-ho estableix paral·lelismes entre rituals i funcions dels déus hindús i els d'altres religions com ara la de l'antiga Roma o Grècia. Defensa que les similituds existents no són fruit de la casualitat sinó que existeix un mateix concepte d'organització social i manera de concebre el món basat en tres funcions.

## Les tres funcions
Aquesta trifuncionalitat, fa referència a una estructura conceptual, un model de substrat, que s'ha mantingut a l'imaginari dels pobles indoeuropeus de totes les èpoques. S'explica per mitjà de la combinació òptima de tres parts formant un tot, aquestes tres parts venen definides per tres funcions:
- La funció sagrada o dels sobirans, que és l'encarregada d'exercir el poder, de governar, de legislar i de gestionar els poders màgics i religiosos.
- La funció guerrera, vinculada a l'exèrcit, la guerra (tant expansiva com defensiva) i a la violència.
- La funció de producció, que té a veure amb el concepte de fecunditat: de l'alimentació, de la reproducció, del comerç, l'artesania...

## Diferències entre nord i sud
La trifuncionalitat apareix al complex septentrional o indoeuropeu i és la gran contraposició ideològica que el diferencia del meridional o africà, que basa la seua realitat en la dualitat, la relació entre oposats, i condiciona les diverses manifestacions culturals del seu interior (l'art, la literatura, la mitologia...).

## Diferents exemples
Tot i ser una estructura conceptual que es troba a l'imaginari de les societats indoeuropees, a vegades aquesta adquireix una manifestació més evident en l'estructura de les societats. Seguint les teories de Dumézil, l'historiador francès especialitzat en l'Edat Mitjana, Georges Duby (1919-1996) analitzà la França feudal de finals del segle xi on hi trobem els oratores que tenen cura de la salvació dels feligresos; els bellatores que són els guerrers; i els laboratores que treballen pel manteniment de la comunitat.

Els personatges que representen la trifucionalitat a l'edat mitjana: el clergue, el cavaller i l'obrer

A l'edat mitjana, aquesta societat ideal trifuncional es veu influenciada per tal de justificar aquesta estructura en el cristianisme, concretament de la figura de la Santíssima Trinitat (Déu és un i tres a la vegada), per tant, si la trinitat divina forma el triangle perfecte, la comunitat basada en les tres funcions també serà, segons la mentalitat de l'època, la societat perfecta.
Altres exemples:
- Es pot aplicar a la divisió de la societat del primitiu Regne de Germània: el rei, la noblesa, els camperols.[2]
- En la teoria de Plató desenvolupada a La República. En aquesta obra el filòsof grec diu que l'ànima està formada de tres parts: la racional, l'espiritual i la sensorial. Aquestes tres parts tenen un lligam amb les tres parts d'una societat justa, cadascuna de les quals es caracteritza pel predomini d'una de les parts de l'ànima.[3]
- La presència de la deïtat triple en diverses cultures podria ser una prova addicional.
- La societat hindú actual està dividida en tres castes fonamentals: la dels bramans o classe sacerdotal, la casta dels kxatriyes o classe dels guerrers i la casta dels vaïxyes formada pels agricultors, pastors i comerciants. Se'ls pot associar amb tres qualitats filosòfiques (gunas): sattva, rajas i tamas respectivament. Les castes són, en el fons, funcions socioeconòmiques repartides entre els diferents components de la societat. Els Xudres són la quarta casta i està al servei de les altres tres. Un estudi genètic fet el 2001 va trobar que les afinitats entre hindús i europeus estaven en proporció a les castes, és a dir que les persones europees pertanyents a classes socioeconòmiques altes tenien més similituds genètiques amb els hindús del mateix nivell, mentre que els europeus de classes baixes tenien més genètica en comú amb altres pobles asiàtics. Els investigadors creuen que els pobles de parla indoeuropea van arribar a l'Índia pel nord-oest, es van barrejar, o potser van desplaçar, als parlants de les llengües proto dravídiques i van establir el sistema de castes.[4]
- Terje Leiren ha identificat la trifuncionalitat en un grup de tres déus nòrdics: Odin com a patró dels sacerdots i mags, Thor en la funció de protector dels guerrers i Freyr en la funció de protector de la fertilitat i els treballs relacionats amb el camp.[5]
- Bernard Sergent ha relacionat el grup de llengües catalogades com a indoeuropees amb determinades cultures arqueològiques del sud de Rússia i la trifuncionalitat li ha servit per reconstruir la seva religió.[6] També ha aplicat la teoria de la trifuncionalitat en la literatura èpica i les obres de teatre de l'antiga Grècia.[7]

## Crítica al trifuncionalisme
Encara que la teoria ha estat acceptada per molts antropòlegs i historiadors, hi ha altres que l'han criticat.
NJ Allen ha expressat que la trifuncionalitat podria ser una divisió artifcial, un tret selectiu més que un principi organitzatiu intrínsec a les societats. Benjamin W. Fortson diu que en la idea de Dumézil s'obté una sensació de confusió entre les línies que separen les tres funcions i els exemples que en dona, els quals tenen sovint característiques contradictòries. Aquest problema d'expressió és el que ha causat que alguns rebutgin l'existència d'aquestes categories. John Brough parteix de la idea que les divisions socials són també una característica present en altres societat diferents de les indoeuropees i, en conseqüència, la teoria de la trifuncionlitat només s'hauria d'aplicar a les societats prehistòriques. Cristiano Grottanelli defensa la idea que, encara que es puguin posar exemples de la trifuncionalitat en el context medieval i en l'època moderna, la seva projecció en cultures anteriors és un error. Belier és molt més crític.
Els historiadors Carlo Ginzburg, Arnaldo Momigliano i Bruce Lincoln pensen que Dumézil va crear la seva teoria influït per la simpatia que sentia cap al dret polític. Guy G. Stroumsa, per contra, veu aquesta crítica infundada. Tot i que és coneguda la relació entre Dumézil i el partit polític d'Action Française i que va fer servir un pseudònim quan escrivia lloant a Benito Mussolini, Stefan Ardvidsson creu que Dumézil tenia prou professionalitat com per a saber separar la seva investigació de les creences personals.